# Мар'ян Лялевич

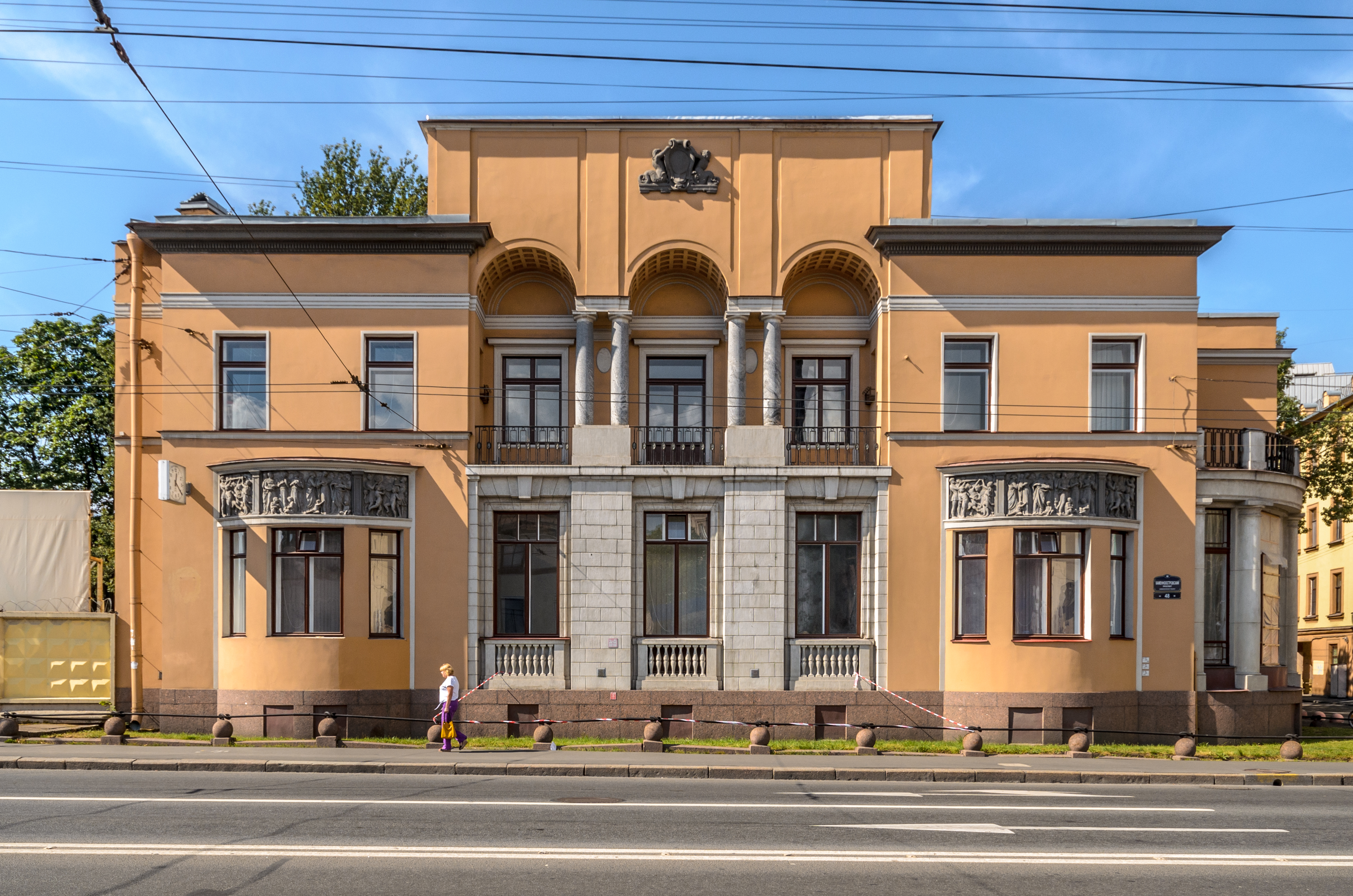
Особняк Покотилової в Санкт-Петербурзі

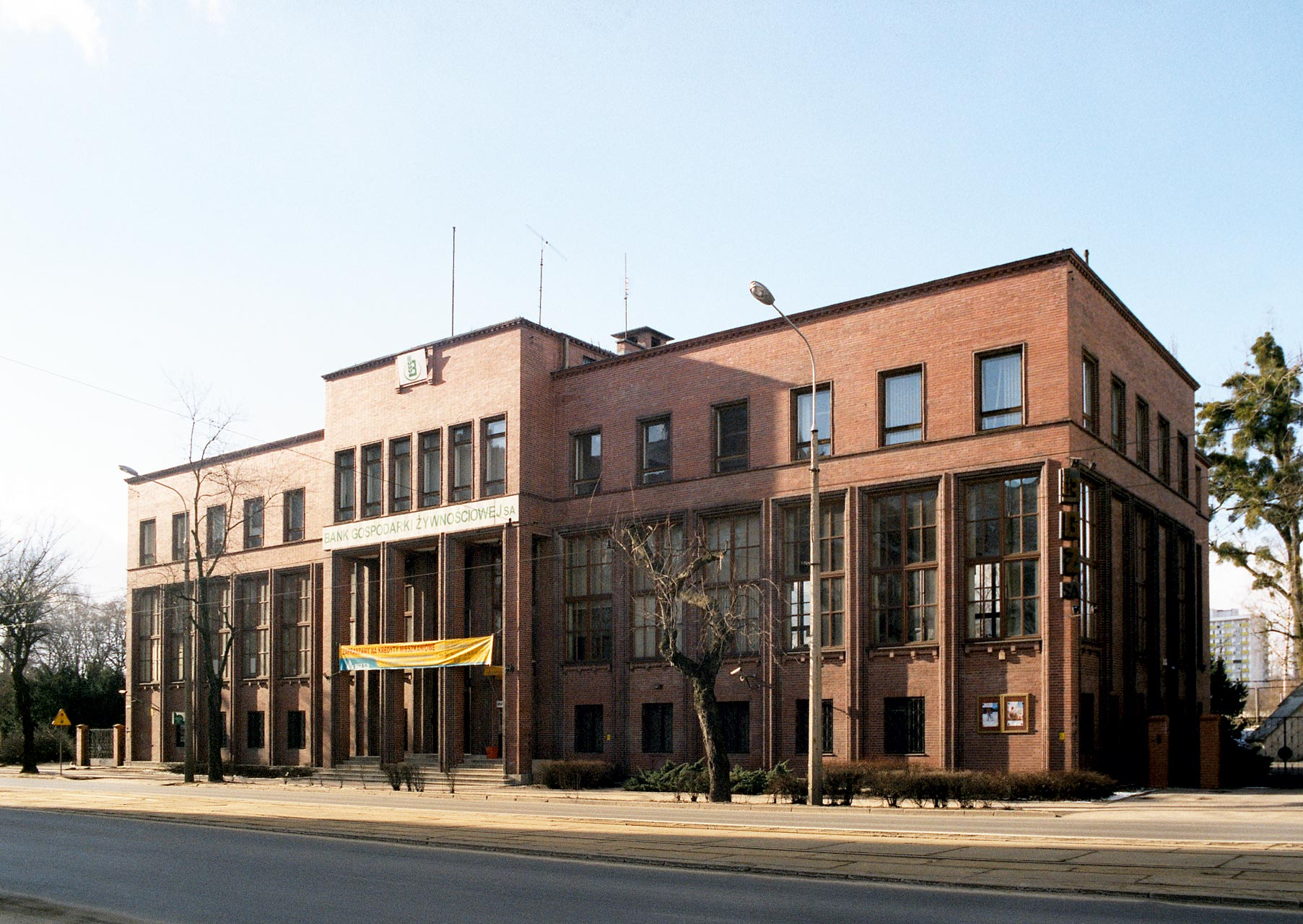
Аграрний банк у Торуні

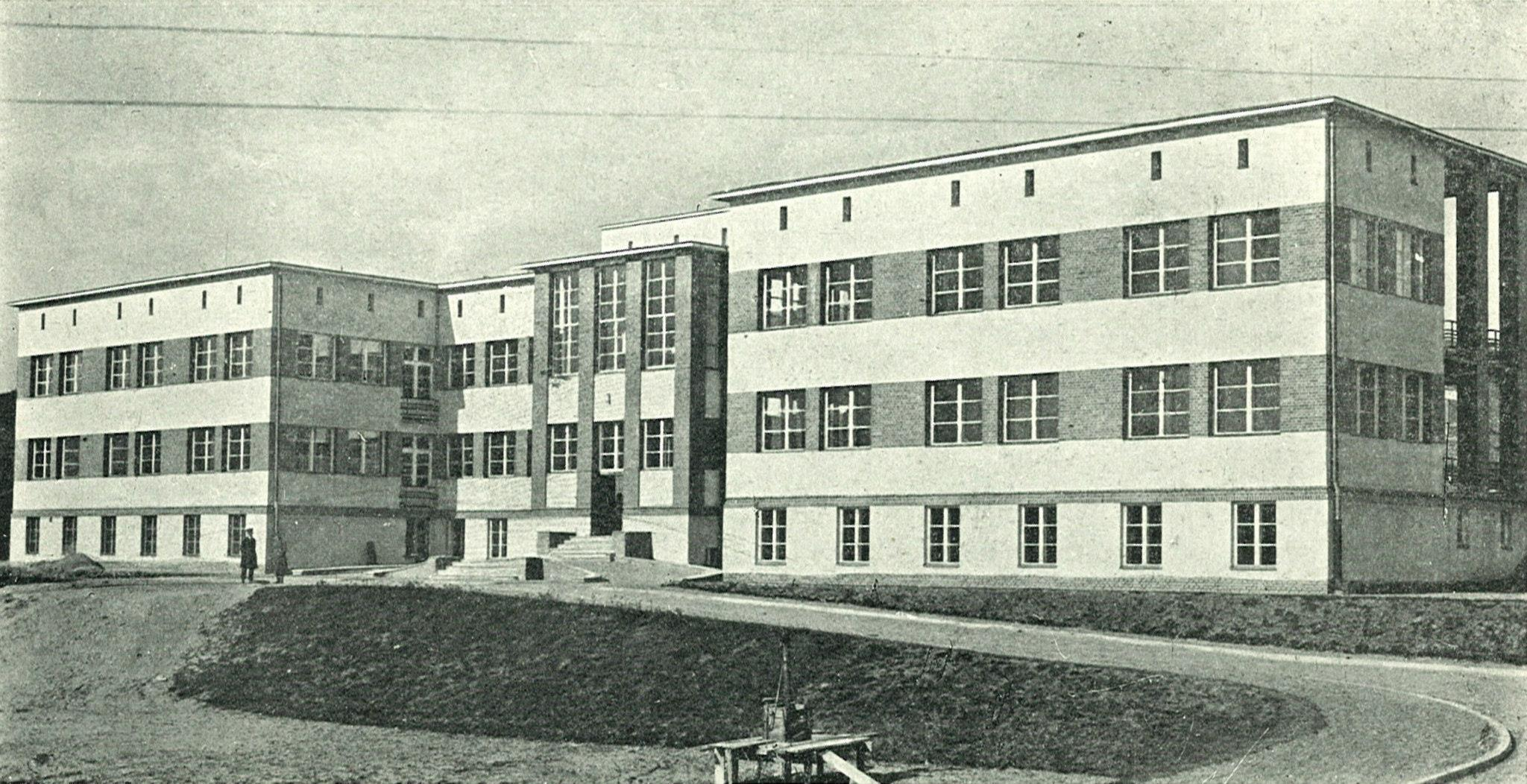
Військовий шпиталь у Гдині

Мар'ян Лялевич (пол. Marian Lalewicz, 21 листопада 1876, Вилкавишкіс — вересень 1944, Варшава) — польський архітектор, представник академічного класицизму.

## Біографія
Народився 21 листопада 1876 у Вилковишках Сувалкського повіту (тепер Вилкавишкіс, Литва) в сім'ї доктора медицини Станіслава Лялевича і Марії Родеов. Навчався в гімназії в Сувалках, де 1895 року отримав атестат зрілості. 1901 року закінчив Петербурзьку академію мистецтв зі званням художника-архітектора. Отримав стипендію, завдяки якій протягом двох років поглиблював знання у Швеції, Норвегії, Німеччині, Австрії та Італії. Повернувся до Санкт-Петербурга, де зайнявся педагогічною діяльністю. 1912 року отримав звання академіка. Служив у канцелярії Відомства закладів імператриці Марії. Протягом багатьох років був членом товариства архітекторів-художників у Петербурзі. Від 1915 року очолював товариство. Від 1909 року був також членом Варшавського товариства опіки над пам'ятками. Очолював його петербурзький відділ.
1918 року виїхав до Польщі. Викладав історію мистецтв у Католицькому інституті Любліна і Академії мистецтв у Варшаві. 1 жовтня 1920 року став професором звичайним на факультеті архітектури Варшавської політехніки. У 1925—1927 роках був деканом факультету. Виконував також обов'язки проректора. Продовжував діяльність у Товаристві опіки над пам'ятками минулого, очолював його реставраційний відділ, а 1930 року обраний головою товариства.
Входив до складу журі конкурсів проєктів комерційного училища в місті Перм (1916), проєктів санаторію в Царському Селі (1916), костелу святого Роха в Білостоку (1926), адміністративного корпусу Польського судноплавства у Гдині (1927), головного вокзалу у Варшаві (1929), комплексу будинків Спілки польських вчителів у Варшаві (1930). 1933 року був членом комісії Фонду військового квартирування, яка оцінювала конкурсні проєкти будинку на вулиці Краківське передмістя, 11 у Варшаві. Тоді ж працював у складі колективу архітекторів та представників Товариства заохочення мистецтв, які призначали молодим архітекторам стипендії ім. Владислава Фрончкевича.
2 травня 1923 року відзначений Командорським хрестом Ордену Відродження Польщі. 7 листопада 1936 року отримав Золотий академічний лавровий вінок за «видатні заслуги для польського мистецтва загалом».
Убитий німцями у другій половині серпня 1944 року під час масового розстрілу на вулиці Дикій, 17 у Варшаві. На полі 244-1-29 Повонзківського цвинтаря розташована символічна могила. Був одружений із Марією Радлінською.

## Роботи
- Особняк М. К. Покотилової на Каменноостровському проспекті, 48 у Санкт-Петербурзі. Споруджений 1909 року у стилі неоренесансу.[12]
- Ескізи оздоблення Дворцового мосту в Санкт-Петербурзі. Не пізніше 1911 року.[13]
- Кургауз у Нарві-Йиесуу. Проєкт створено не пізніше 1911 року.[14]
- Житловий будинок на вулиці 10-й радянській у Санкт-Петербурзі. Споруджений не пізніше 1911 року.[15]
- Двоповерховий будинок у стилі неокласицизму на Західній алеї, 1 у Санкт-Петербурзі. Споруджений 1912 року.[16]
- Торговий дім Мертенса на Невському проспекті, 21 у Санкт-Петербурзі. Збудований у 1911—1912 роках. Фасад утворений трьома великими заскленими арками, оздоблений скульптурою В. В. Кузнецова.[17]
- Будинок на розі Каменноострівського проспекту, 9 і Малої Посадської, 2. Споруджений протягом 1911—1912 років у формах неоренесансу.[18]
- Житлове містечко при військовому заводі КЗВС (казенний завод військових самоходів), який будувала британська фірма БЕКОС в Підлипках, нині м Корольов Московської області.
- Ситний ринок у Санкт-Петербурзі. Проєкт створено не пізніше 1911 року.[19] Спорудження тривало у 1912—1913 роках.[20]
- Перебудова у 1913 році будинку на Невському проспекті, 80 у Санкт-Петербурзі для кінотеатру «Parisiana».[21]
- Проєкт віадука середньої лінії на вулиці Солець у Варшаві, виконаний у Бюро проєктів відбудови залізничного вузла. 1922 рік, співавтор Павел Вендзягольський.[22]
- Реставрація палацу Радзивіллів на вулиці Краківське передмістя у Варшаві для потреб Ради Міністрів (1919—1924). З Лялевичем співпрацював Теодор Бурше.[23]
- Дім «Ericsson» на Алеях уяздовських у Варшаві (не пізніше 1925).[24]
- Проєкт, за яким відбудовано палац Сташиця у Варшаві (не пізніше 1925).[25]
- Будинки відділень Банку польського у Сєдльцах, Калішу, Сосновці і Томашові (1924—1926).
- Комплекс із будинків казарм у Гдині в місцевості Оксивє (1924—1926).[26]
- «Банк польський» у Бересті (1926).[27]
- Гуртожиток на вулиці Гурношльонській, 16 у Варшаві. Споруджений до 1928 року. У плані нагадує видовжену літеру Н, стилістично поєднує деякі риси необароко з елементами неокласицизму (монументальна колонада). Дослідники припускають, що Лялевич міг також бути автором будинків № 18 і 20 на тій же вулиці.[28]
- Комплекс із чотирьох споруд Державного земельного банку в Луцьку (1929—1930).[29]
- Гарнізонний шпиталь у Гдині в місцевості Оксивє (1930).[30]
- Вілла В. Станішевського в місцевості Адамув-Залесє, тепер частина варшавської дільниці Пясечна (1930).[31]
- Проєкт гарнізонного костелу у Гдині (1932).[32]
- Проєкт реставрації усипальниці московського царя, т зв. «Московської каплиці» у Варшаві, 1939 рік.[33]
- Будинок Геологічного інституту на вулиці Раковецькій, 4 у Варшаві. Проєкт передбачав розміщення хімічних, петрографічних і механічних лабораторій, квартир для персоналу (південний корпус), музею, бібліотеки і майстерень (центральний корпус); лекційної і читальної зал, адміністрації (північний корпус). Проєкт обрано на закритому конкурсі 1920 року. Спорудження тривало довго через проблеми з фінансуванням.[34] Керівником робіт був особисто автор.[35]
- Державний аграрний банк на вулиці Новогродській у Варшаві.[36]
- Дім дирекції PKP на вулиці Віленській у Варшаві.[36]
- Садиба в Куярві.
- Будинок товариства «Треугольник» у Москві.
- Будинок Сибірського банку в Санкт-Петербурзі.